# Гринор

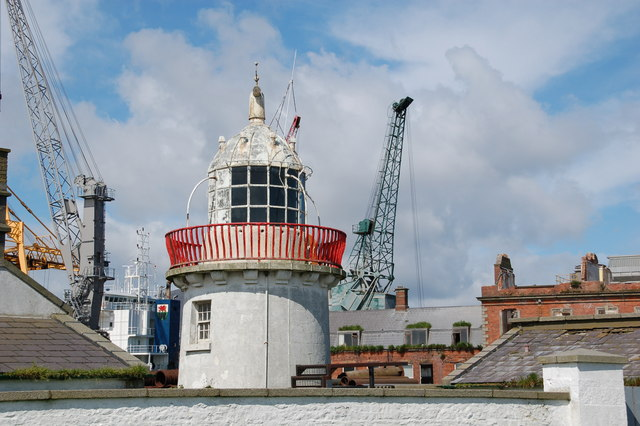
Старый маяк

Гринор (англ. Greenore; ирл. An Grianfort) — деревня в Ирландии, находится в графстве Лаут (провинция Ленстер). В городе имеется частный порт, маяк XIX века (закрыт в 1986 году) и Гринорский гольф-клуб, основанный в 1896 году. Также в городе производится виски под брендом «Greenore».